# Корнелијас (Северна Каролина)
Корнелијас (енгл. Cornelius) град је у америчкој савезној држави Северна Каролина.

## Демографија
По попису из 2010. године број становника је 24.866, што је 12.897 (107,8%) становника више него 2000. године.
| Група             | 2000.          | 2010.          |
| Белци             | 10.741 (89,7%) | 21.178 (85,2%) |
| Афроамериканци    | 673 (5,6%)     | 1.445 (5,8%)   |
| Азијати           | 148 (1,2%)     | 560 (2,3%)     |
| Хиспаноамериканци | 334 (2,8%)     | 1.327 (5,3%)   |
| Укупно            | 11.969         | 24.866         |